# Österreichischer Skiverband
Österreichischer Skiverband bildades 1905 och ansvarar för Alpin skidåkning, längdskidåkning, backhoppning, skidskytte, nordisk kombination, Snowboard, freestyle, flygande kilometern, telemark, Skicross, Figl/Short Carving, Grasski och handikappskidåkning. 1990 valdes Peter Schröcksnadel till ordförande, och ersatte då Karl Heinz Klee som valdes 1974.
Ett dotterbolag till ÖSV,  Austria Skiteam Handels und Beteiligungs GmbH, förfogar över fem andra dotterbolag:
- Austria Ski Nordic Veranstaltungs GmbH (100 %igt dotterbolag)
- Austria Ski WM und Großveranstaltungs GmbH (100 %)
- Austria Ski Veranstaltungs GmbH (100 %)
- Bergisel Betriebs GmbH (100 %)
- Gesport Gesellschaft für Sportmedizin (76 %)

2003 hade ÖSV en budget på 36,34 miljoner Euro.